# ファンタシースターポータブル2 インフィニティ
『ファンタシースターポータブル2 インフィニティ』 (PHANTASY STAR PORTABLE2 INFINITY、略称 PSP2i、PSP2∞、PSPo2i) は、2011年2月24日にセガより発売されたPlayStation Portable用ロールプレイングゲーム。キャッチコピーは「キズナが無限のチカラになる。進化を超えたインフィニティ級RPG。」
『ファンタシースターポータブル2』のエピローグでは1年後の物語が描かれるが、今作はその空白期間を埋めるストーリーが追加されている。前作の要素は全て内包されており、称号・レベル・キャラクター・アイテム、装備などプレイデータを丸々引き継ぐことが出来る。前作ストーリーのエピソード1(エミリア編)、今作新規追加のエピソード2(ナギサ編)は別々のストーリーモードとして自由に選択できる。

## ゲームシステム
前作より変更・追加された要素。
新種族「デューマン」
「SEED事変」を切っ掛けに誕生した新種族。ヒューマンから突然変貌する例が多発している。青白い肌が特徴で、大半の人物が片目に眼帯を装着するなどで隠している。眼帯がない状態では平常時はオッドアイのようであることが確認されている。
種族固有の特殊能力として「インフィニティブラスト」が使用可能。また打撃や攻撃系テクニックに特化しているが、防御面と継戦力に非常に大きな不安を抱えるため、扱うにはニューマン以上にプレイヤースキルを求められる。
既存キャラクターのリニューアル
デザインの変更。ゲーム開始時のプレイヤーのデフォルトキャラパターンも変更されている。
インフィニティランク
5つ目の難易度「∞」の追加。
転生
レベル50より可能。ボーナスポイントを各パラメーターに割り振り強化した状態でレベル1から育て直すことが出来るシステム。レベルが高いほど振れるポイントが高くなるが、パラメータの強化幅は全種族で共通して同じである。
フレンドサーチ
すれちがい通信でキャラクターとミッションコードを交換可能になり、入手したキャラをパートナーとしてミッションに連れて行けるようになる。更にはコード交換によりインフィニティミッションを練成することができる。
スクリーンショット機能
セレクトボタンを長押しすることでON/OFFし、ONの状態（画面下部中央にアイコンが表示されている）でスタートボタンを押すとその時の画面表示を保存することができる。
戦闘システム
- テクニックを裏パレットに一つもセットしていない時に限り、ロッドでガードが可能になった。
- クラス変更の際、防具とユニットが解除されなくなった。
- スケープドールが2個所持出来るようになるアビリティや、クラス専用のアビリティなどが追加。
- 特定の場所ではカメラの視点切り替えが効かないフィールドがあり、そこではブラスト系の必殺技などが使えなくなる。

## PSO10周年
原点「ファンタシースターオンライン」発売10周年を記念し、旧作を彷彿とさせる様々な要素が復活。
- インターネットマルチモード専用としてビジュアルロビーの実装
- カオスブリンガー、ギャランゾ、オルガ・フロウなど旧シリーズのエネミーやボスが登場
- サイドストーリーにて「PSO」側の核心に迫るクロスオーバーが発生

## インターネットマルチモード
マッチングカウンターに加え、PSO、PSUのようなキャラクターが視認出来る「ビジュアルロビー」を導入。インフラストラクチャー・モードでの無料オンラインプレイ、チャット対応、プレイヤーカード交換、キャラクター検索機能、バトルモードは前作と同様。2015年9月29日終了。

## 主要人物
詳細はファンタシースターユニバースの登場人物一覧を参照。
ナギサ
声 - 水樹奈々
18歳。黒のロングヘアーで白い軍服のような服装を着ている。「黒い石の欠片」を集めるため、グラールを放浪し続けている女性デューマン。口調は礼儀正しいが、健忘症が非常に激しいらしく一般常識に欠けた言動や行動が目立つ。
ワイナール
声 - 三木眞一郎
ナギサに宿る旧文明人。真上に向かって筒状に束ねられた金髪が特徴。上半身の露出が多い衣装を身に着けており、エミリアからは初めて会った時以来ほぼ一貫して「ヘンタイさん」呼ばわりされてしまっている。
性格は明るく、ふざけたような口調で話す。ミカの弟であり、彼女やカムハーンとは遠い昔、同じ研究者だった。
ヒューガ・ライト
声 - 石田彰
21歳。惑星パルムの大企業「GRM社」の社長を務める男性デューマン。PSU(ファンタシースターポータブル以前)ではヒューマンだったが、変異してしまった今でも女好きは健在。
アルフォート・タイラー
声 - 関俊彦
32歳。モトゥブの実権を握るローグスの首領である男性ビースト。義侠心に厚く「裏切らず、むだに殺さず、貧しき者から奪わず」を信条とし、部下を自分の家族のように大切に思っている。
フルエン・カーツ
声 - 咲野俊介
30歳。同盟軍総司令官の男性キャスト。チュートリアルを担当しており、クライアントオーダーの形で出してくる。

## 企業との提携
今作も前作（2）に続き、キャラクター、デザイナー、企業とのコラボレーションがある。なお、前作のコラボアイテムはあらかじめディスクに内包されている。

## オフラインイベント
当作品に関連し、オフラインイベントとして「全国ファン感謝祭2011」が開催されている。

## 開発スタッフ
- プロデューサー - 酒井智史
- シニアディレクター - 寺田貴治
- 開発担当 - アルファ・システム